# 후추촌 (교토부)
후추촌(일본어: 府中村)은 일본 교토부 요사군에 설치되었던 촌이다.

## 역사
- 1889년 4월 1일 - 정촌제 시행에 의해 8촌의 구역을 가지고 성립하였다.
- 1954년 6월 1일 - 미야즈정, 군다촌, 요시즈촌, 히오키촌, 세야촌, 요로촌, 히가타니촌과 합병해, 미야즈시가 성립, 동일 후추촌은 폐지되었다.

## 참고문헌
- 角川日本地名大辞典 26 京都府